# Haltérophilie aux Jeux olympiques d'été de 1984
Navigation
Moscou 1980 Séoul 1988
Résultats des épreuves d'haltérophilie dans le cadre des Jeux olympiques d'été de 1984 à Los Angeles. Dix épreuves furent disputées.

## Tableau des médailles
| Rang  | Pays                 | Médaille d'or | Médaille d'argent | Médaille de bronze | Total |
| 1     | Chine                | 4             | 2                 | 0                  | 6     |
| 2     | Roumanie             | 2             | 5                 | 1                  | 8     |
| 3     | Allemagne de l'Ouest | 2             | 0                 | 1                  | 3     |
| 4     | Australie            | 1             | 1                 | 0                  | 2     |
| 5     | Italie               | 1             | 0                 | 0                  | 1     |
| 6     | États-Unis           | 0             | 1                 | 1                  | 2     |
| 7     | Canada               | 0             | 1                 | 0                  | 1     |
| 8     | Japon                | 0             | 0                 | 3                  | 3     |
| 9     | Finlande             | 0             | 0                 | 2                  | 2     |
| 10    | Taipei chinois       | 0             | 0                 | 1                  | 1     |
| 10    | Grande-Bretagne      | 0             | 0                 | 1                  | 1     |
| Total | Total                | 10            | 10                | 10                 | 30    |

## Résultats
| Épreuve    | Or                           | Argent               | Bronze                   |
| ---------- | ---------------------------- | -------------------- | ------------------------ |
| –52 kg     | Zeng Guoqiang (CHN)          | Zhou Peishun (CHN)   | Kazushito Manabe (JPN)   |
| 52–56 kg   | Wu Shude (CHN)               | Lai Runming (CHN)    | Masahiro Kotaka (JPN)    |
| 56–60 kg   | Chen Weiqiang (CHN)          | Gelu Radu (ROU)      | Tsai Wen-Yee (TPE)       |
| 60–67.5 kg | Yao Jingyuan (CHN)           | Andrei Socaci (ROU)  | Jouni Grönman (FIN)      |
| 67.5–75 kg | Karl-Heinz Radschinsky (FRG) | Jacques Demers (CAN) | Dragomir Cioroslan (ROU) |
| 75–82.5 kg | Petre Becheru (ROU)          | Robert Kabbas (AUS)  | Ryoji Isaoka (JPN)       |
| 82.5–90 kg | Nicu Vlad (ROU)              | Dumitru Petre (ROU)  | David Mercer (GBR)       |
| 90-100 kg  | Rolf Milser (FRG)            | Vasile Groapa (ROU)  | Pekka Niemi (FIN)        |
| 100-110 kg | Norberto Oberburger (ITA)    | Stefan Tasnadi (ROU) | Guy Carlton (USA)        |
| +110 kg    | Dean Lukin (AUS)             | Mario Martinez (USA) | Manfred Nerlinger (FRG)  |